# Bernard Brégeon
Bernard Brégeon, född den 6 juli 1962 i Suresnes, Frankrike, är en fransk kanotist.
Han tog OS-silver i K-2 1000 meter och OS-brons i K-1 500 meter i samband med de olympiska kanottävlingarna 1984 i Los Angeles.